# Maliki Moussa
Maliki Moussa (ur. 2 lutego 1978 w Mokolo) – kameruński siatkarz grający na pozycji przyjmującego; reprezentant Kamerunu.

## Kariera klubowa
Maliki Moussa karierę klubową rozpoczynał w GP Jaunde. W sezonie 1998/1999 był zawodnikiem klubu Port Duala, z którym zdobył mistrzostwo i Puchar Kamerunu.
W 1999 roku wyjechał do Maroka, gdzie grał w SAMIR Casablanca (1999–2001) i TS Casablanca (2001–2003).
W 2003 roku trafił do francuskiego klubu ASB Rezé Volley-Ball, gdzie grał przez dwa sezony. W latach 2005–2007 bronił barw Saint-Louis Volley-Ball, z którym awansował do Pro B. W sezonie 2007/2008 występował w Chaumont Volley-Ball 52 (Pro B). W 2008 roku przeszedł do UGS Nantes Rezé Métropole, grającego w Nationale 1. Awansował z nim w sezonie 2008–2009 do Ligue B, a w sezonie 2009–2010 do Ligue A.
Od 2010 roku jest zawodnikiem drużyny grającej w Ligue B - Saint-Nazaire Volley-Ball Atlantique.

## Kariera reprezentacyjna
W 1999 roku z reprezentacją zdobył złoty medal igrzysk afrykańskich.
W 2008 roku występował w Afrykańskim Turnieju Kwalifikacyjnym do Igrzysk Olimpijskich. Kamerun zajął w nim 3. miejsce.
Został powołany na Mistrzostwa Świata 2010.

## Medale, tytuły, trofea
- Mistrzostwa Kamerunu:
  -  1999
- Puchar Kamerunu:
  -  1999
- Mistrzostwa Maroka:
  -  2001, 2002
  -  2000
- Puchar Maroka:
  -  2003
  -  2001, 2002